# Józef Dumała
Józef Dumała (ur. 4 lipca 1949 w Żabinie) – polski polityk, poseł na Sejm PRL IX kadencji.

## Życiorys
Działał w Związku Młodzieży Socjalistycznej i Związku Socjalistycznej Młodzieży Polskiej. Ukończył Akademię Rolniczo-Techniczną w Olsztynie. Został członkiem ochotniczej straży pożarnej, Gminnej Spółdzielni „Samopomoc Chłopska” i Spółdzielni Mleczarskiej Gminnego Związku Rolników, Kółek i Organizacji Rolniczych. Był elektrykiem w Ostrołęckich Zakładach Celulozowo-Papierniczych, a od 1974 prowadził gospodarstwo rolne w Żabinie. W tym samym roku wstąpił do Zjednoczonego Stronnictwa Ludowego. Był członkiem Wojewódzkiego Komitetu ZSL w Ostrołęce, przewodniczącym Gminnej Rady Narodowej w Goworowie i członkiem prezydium Rady Gminnej Patriotycznego Ruchu Odrodzenia Narodowego. W latach 1985–1989 pełnił mandat posła na Sejm PRL IX kadencji w okręgu Ostrołęka z ramienia ZSL, zasiadając w Komisji Przemysłu.
Był radnym gminy Goworowo z ramienia Polskiego Stronnictwa Ludowego (w 2010 nie został ponownie wybrany).
Wchodzi w skład rady nadzorczej Banku Spółdzielczego w Goworowie.